# Eliteserien de 2017
A Eliteserien de 2017 foi a 73ª edição da primeira divisão nacional da Noruega, sendo esta a primeira temporada com o nome de Eliteserien. A competição iniciou em 1.º de abril e se encerrou no dia 26 de novembro, completando 30 rodadas. O Rosenborg Ballklub conquistou tricampeonato consecutivo.

## Participantes
| Equipes      | Ap. | Localização  | Arena                | Gramado    | Capacidade |
| ------------ | --- | ------------ | -------------------- | ---------- | ---------- |
| Aalesund     | 16  | Ålesund      | Color Line Stadion   | Artificial | 10,778     |
| Brann        | 59  | Bergen       | Brann Stadion        | Natural    | 17,686     |
| Haugesund    | 11  | Haugesund    | Haugesund Stadion    | Natural    | 8,754      |
| Kristiansund | 1   | Kristiansund | Kristiansund Stadion | Artificial | 4,000      |
| Lillestrøm   | 53  | Lillestrøm   | Åråsen Stadion       | Natural    | 12,250     |
| Molde        | 41  | Molde        | Aker Stadion         | Artificial | 11,800     |
| Odd          | 36  | Skien        | Skagerak Arena       | Artificial | 12,500     |
| Rosenborg    | 54  | Trondheim    | Lerkendal Stadion    | Natural    | 21,405     |
| Sandefjord   | 21  | Sandefjord   | Komplett Arena       | Natural    | 6,582      |
| Sarpsborg 08 | 6   | Sarpsborg    | Sarpsborg Stadion    | Artificial | 4,700      |
| Sogndal      | 17  | Sogndal      | Fosshaugane Campus   | Artificial | 5,539      |
| Stabæk       | 21  | Bærum        | Nadderud Stadion     | Natural    | 7,000      |
| Strømsgodset | 30  | Drammen      | Marienlyst Stadion   | Artificial | 8,935      |
| Tromsø       | 29  | Tromsø       | Alfheim Stadion      | Artificial | 6,859      |
| Viking       | 68  | Stavanger    | Viking Stadion       | Natural    | 16,300     |
| Vålerenga    | 56  | Oslo         | Intility Arena       | Artificial | 17,233     |

## Classificação
| Pos | Equipes      | Pts | J  | V  | E  | D  | GP | GC | SG  | Qualificação ou rebaixamento                                            |
| --- | ------------ | --- | -- | -- | -- | -- | -- | -- | --- | ----------------------------------------------------------------------- |
| 1   | Rosenborg    | 61  | 30 | 18 | 7  | 5  | 57 | 20 | +37 | Campeão e qualificado para a primeira fase da Liga dos Campeões da UEFA |
| 2   | Molde        | 54  | 30 | 16 | 6  | 8  | 50 | 35 | +15 | Qualificado para a primeira pré-eliminatória da Liga Europa             |
| 3   | Sarpsborg 08 | 51  | 30 | 13 | 12 | 5  | 50 | 36 | +14 | Qualificado para a primeira pré-eliminatória da Liga Europa             |
| 4   | Strømsgodset | 50  | 30 | 14 | 8  | 8  | 45 | 37 | +8  |                                                                         |
| 5   | Brann        | 47  | 30 | 13 | 8  | 9  | 51 | 36 | +15 |                                                                         |
| 6   | Odd          | 42  | 30 | 12 | 6  | 12 | 27 | 39 | −12 |                                                                         |
| 7   | Kristiansund | 40  | 30 | 10 | 10 | 10 | 44 | 46 | −2  |                                                                         |
| 8   | Vålerenga    | 39  | 30 | 11 | 6  | 13 | 48 | 46 | +2  |                                                                         |
| 9   | Stabæk       | 39  | 30 | 10 | 9  | 11 | 46 | 50 | −4  |                                                                         |
| 10  | Haugesund    | 39  | 30 | 11 | 6  | 13 | 35 | 39 | −4  |                                                                         |
| 10  | Tromsø       | 38  | 30 | 10 | 8  | 12 | 42 | 49 | −7  |                                                                         |
| 12  | Lillestrøm   | 37  | 30 | 10 | 7  | 13 | 40 | 43 | −3  | Qualificado para a primeira pré-eliminatória da Liga Europa1            |
| 13  | Sandefjord   | 36  | 30 | 11 | 3  | 16 | 38 | 51 | −13 |                                                                         |
| 14  | Sogndal      | 32  | 30 | 8  | 8  | 14 | 38 | 48 | −10 | Qualificado para a eliminatória de rebaixamento.                        |
| 15  | Aalesund     | 32  | 30 | 8  | 8  | 14 | 38 | 50 | −12 | Rebaixados à OBOS-ligaen                                                |
| 16  | Viking       | 24  | 30 | 6  | 6  | 18 | 33 | 57 | −24 | Rebaixados à OBOS-ligaen                                                |

1O Lillestrøm qualificou-se para Liga Europa por ter conquistado a Taça Norueguesa de Futebol.

Fontes: Oficial, Soccerway.

## Resultados
| Mandante \ Visitante | AAL | BRA | HAU | KRI | LIL | MOL | ODD | ROS | SND | SRP | SGN | SBK | STM | TRO | VIK | VÅL |
| -------------------- | --- | --- | --- | --- | --- | --- | --- | --- | --- | --- | --- | --- | --- | --- | --- | --- |
| Aalesund             | —   | 3–3 | 0–1 | 1–1 | 3–1 | 0–3 | 5–1 | 2–1 | 2–0 | 1–3 | 0–1 | 1–1 | 4–3 | 3–1 | 1–1 | 0–1 |
| Brann                | 1–1 | —   | 3–1 | 0–4 | 2–0 | 4–1 | 2–0 | 0–3 | 5–0 | 0–1 | 2–1 | 5–0 | 3–0 | 2–2 | 1–1 | 0–0 |
| Haugesund            | 2–0 | 2–3 | —   | 2–3 | 1–1 | 0–0 | 0–2 | 1–0 | 2–0 | 0–0 | 0–0 | 2–2 | 1–3 | 2–0 | 2–1 | 4–3 |
| Kristiansund         | 1–1 | 1–0 | 3–2 | —   | 1–1 | 0–1 | 2–2 | 3–3 | 3–2 | 2–2 | 1–1 | 1–0 | 2–0 | 4–1 | 0–2 | 1–1 |
| Lillestrøm           | 4–0 | 0–2 | 0–2 | 0–0 | —   | 0–1 | 0–1 | 0–3 | 2–1 | 1–2 | 1–0 | 2–2 | 2–0 | 4–1 | 1–0 | 2–1 |
| Molde                | 0–1 | 1–0 | 1–0 | 0–1 | 2–1 | —   | 2–1 | 1–2 | 3–1 | 2–2 | 1–2 | 3–1 | 0–0 | 3–0 | 3–2 | 4–0 |
| Odd                  | 3–2 | 0–0 | 1–0 | 2–0 | 1–0 | 1–2 | —   | 1–0 | 1–0 | 0–0 | 2–1 | 0–5 | 2–0 | 1–0 | 0–2 | 2–1 |
| Rosenborg            | 0–0 | 2–1 | 0–1 | 4–1 | 1–1 | 2–1 | 3–0 | —   | 5–1 | 1–1 | 3–0 | 0–0 | 3–1 | 1–2 | 2–0 | 3–0 |
| Sandefjord           | 2–0 | 0–1 | 2–0 | 2–0 | 1–3 | 3–3 | 0–0 | 0–3 | —   | 1–0 | 2–1 | 1–2 | 1–2 | 3–0 | 3–1 | 2–0 |
| Sarpsborg 08         | 1–0 | 1–1 | 2–1 | 5–1 | 3–3 | 1–0 | 2–1 | 1–2 | 5–0 | —   | 3–1 | 2–2 | 0–0 | 1–1 | 3–0 | 2–0 |
| Sogndal              | 1–0 | 2–3 | 0–1 | 2–0 | 0–1 | 2–2 | 0–0 | 0–3 | 3–2 | 3–3 | —   | 4–1 | 1–1 | 0–2 | 4–0 | 5–2 |
| Stabæk               | 3–1 | 2–0 | 0–3 | 1–4 | 2–4 | 3–2 | 2–0 | 0–0 | 1–3 | 3–0 | 1–1 | —   | 0–2 | 1–2 | 1–1 | 4–2 |
| Strømsgodset         | 1–1 | 2–1 | 3–1 | 4–2 | 3–1 | 1–1 | 1–0 | 0–2 | 1–0 | 1–1 | 4–1 | 1–2 | —   | 2–1 | 4–2 | 2–0 |
| Tromsø               | 3–2 | 1–1 | 2–0 | 1–1 | 2–1 | 1–2 | 2–2 | 0–3 | 1–1 | 5–0 | 3–0 | 0–3 | 1–1 | —   | 3–0 | 2–4 |
| Viking               | 1–2 | 2–4 | 1–1 | 2–1 | 2–2 | 2–3 | 3–0 | 0–1 | 0–2 | 2–1 | 1–1 | 2–0 | 0–1 | 1–2 | —   | 1–7 |
| Vålerenga            | 5–1 | 2–1 | 3–0 | 1–0 | 3–1 | 1–2 | 2–0 | 1–1 | 1–2 | 1–2 | 3–0 | 1–1 | 1–1 | 0–0 | 1–0 | —   |